# Prytanis
Dans la mythologie grecque, Prytanis est un roi légendaire de Sparte, successeur de son père Eurypon.
Sous son règne prit naissance l'inimitié des Lacédémoniens pour les Argiens.
Selon Simonide de Céos, il est le père du législateur spartiate Lycurgue.
Son fils Polydecte lui succède.

## Source
- Pausanias, Description de la Grèce [détail des éditions] [lire en ligne] (III, 7).